# Oscar Nemon

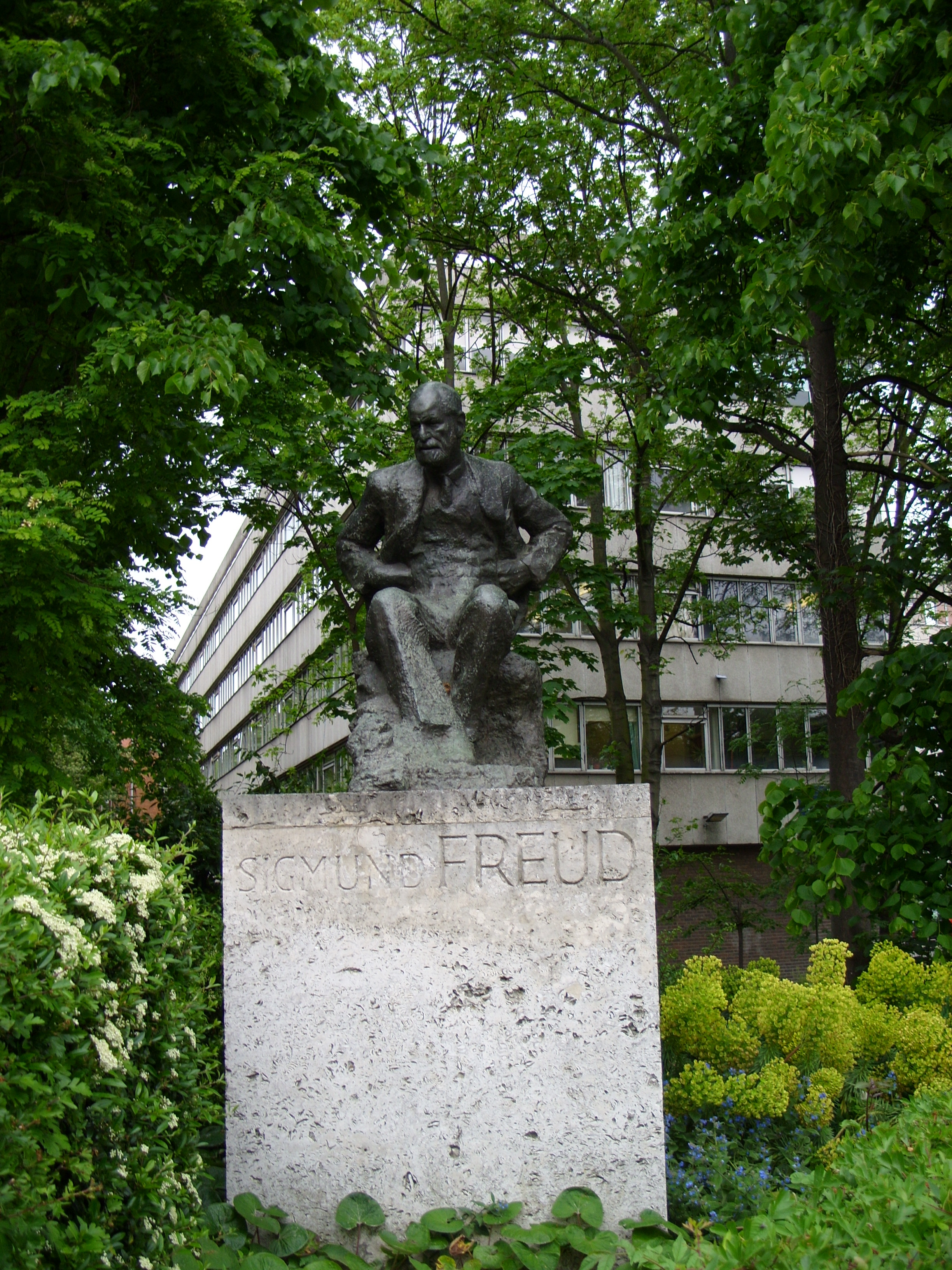
Standbeeld Freud bij de Tavistock Kliniek in Londen

Oscar Nemon (Osijek, 13 maart 1906 – Oxford, 13 april 1985) was een in Kroatië geboren, Engelse beeldhouwer.

## Leven en werk
Oscar Neumann werd geboren in de Kroatische stad Osijek, destijds deeluitmakende van het Hongaarse deel der Oostenrijks-Hongaarse Dubbelmonarchie. Hij was een zoon van de Joodse geneesmiddelenfabrikant Mavro Neumann en Eugenia Adler. Reeds in zijn jeugd toonde hij talent als beeldhouwer en werkte met klei in een lokale steenfabriek. In de jaren 1923 en 1924, toen hij nog op school zat, exposeerde hij al. De Kroatische beeldhouwer Ivan Městrović adviseerde hem in Parijs te gaan
studeren, maar Neumann koos in plaats daarvan Wenen. Hij verwierf geen plaats aan de Weense Akademie der bildenden Künste, begon een eigen studio en werkte in de bronsgieterij van zijn oom. Hij leerde Sigmund Freud kennen en maakte een beeldje van diens hond "Topsy". Ook vervaardigde hij een sculptuur van de met Freud bevriende, Franse psychoanalytica Prinses Marie Bonaparte.
In 1925 verhuisde Neumann naar Brussel en studeerde onder anderen bij de Belgische beeldhouwer Pierre de Soete (1886-1948) aan de Académie royale des beaux-arts in de Rue du Midi. Zijn stijl was in die periode figuratief en bij vlagen kubistisch. Gedurende de tweede helft van de twintiger jaren en een groot deel van de dertiger jaren zou Neumann, die zijn naam veranderde in Némon, in Brussel blijven. Hij woonde gedurende enige tijd in hetzelfde appartementengebouw als de Belgische kunstenaar René Magritte. In 1928 kreeg hij de opdracht een monument te maken in zijn geboortestad Osijek voor de juni-doden bij de aanslag in het parlement in Belgrado en in 1931 ging hij naar Wenen om een standbeeld te maken van (een zittende) Sigmund Freud. Ook maakte hij bustes en portretten van Paul-Henri Spaak, koning Albert I, koningin Astrid, Emile Vandervelde en August Vermeylen.
Voor het uitbreken van de Tweede Wereldoorlog vluchtte Oscar Nemon (zoals hij vanaf dat jaar zou heten) naar Engeland. Hij woonde aanvankelijk in Hollywell Street in Oxford, maar betrok vanaf 1941 een huurhuis in Boars Hill bij Oxford en vestigde zijn studio in een nissenhut. In de zestiger jaren bouwde hij een gecombineerd woonhuis/atelier. In 1948 verwierf hij de Britse nationaliteit. Nemon maakte vele bustes en portretten van leden van de Engelse koninklijke familie en had hiertoe een eigen atelier in het St. James's Palace in de Londense Pall Mall. Andere door hem gemaakte standbeelden of borstbeelden zijn nog van Dwight D. Eisenhower, Harry S. Truman, Franklin Delano Roosevelt, Harold Macmillan, Margaret Thatcher, maar hij maakte vooral beelden van Winston Churchill, met wie hij bevriend raakte. Nemon, die de meeste van zijn familieleden verloor gedurende de Holocaust, overleed in 1985 in een hospitaal in Oxford.

## Werken (selectie)
- 1925/26 reliëf van Charles Lindbergh
- 1931 standbeeld Sigmund Freud, Tavistock Square in de wijk Bloomsbury in Londen (het beeld werd gemaakt in 1931 in Wenen en in 1970 werd een afgietsel geplaatst in Londen)
- 1967 standbeeld Winston Churchill op het gelijknamige plein in Ukkel, ingehuldigd in aanwezigheid van prinses Margaret (de zus van Elizabeth II) en de Prins van Luik, de toekomstige koning Albert II
- 1975 standbeeld Lord Portal of Hungerford, Victoria Embankment Gardens in Londen
- 1977 standbeeld Veldmaarschalk Montgomery, Whitehall in Londen (in 1980 werd het beeld eveneens geplaatst in Brussel)
- 1977 standbeeld Winston Churchill in Queenstreet in Toronto
- 1984 monument Per Ardua ad Astra (Canadian Airforce Memorial) in Toronto
- borstbeeld Lord Beaverbrook in Newcastle upon Tyne
- standbeeld Winston en Clementine Churchill[2], Chartwell House in Westerham (Kent) - een afgietsel bevindt zich in Kansas City
- Osijek Holocaust Memorial[3] in Osijek

## Fotogalerij

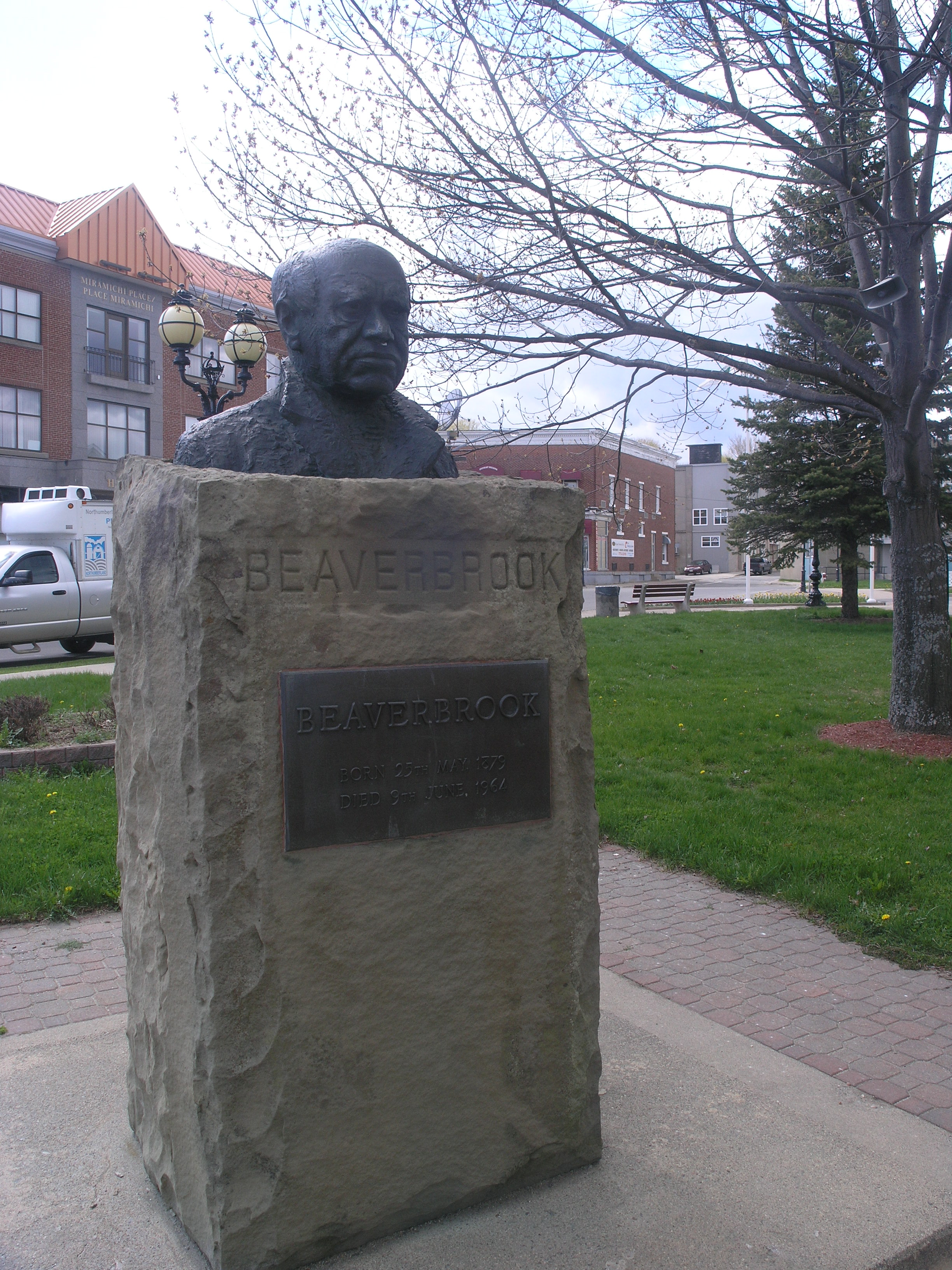
borstbeeld Lord Beaverbrook in Newcastle
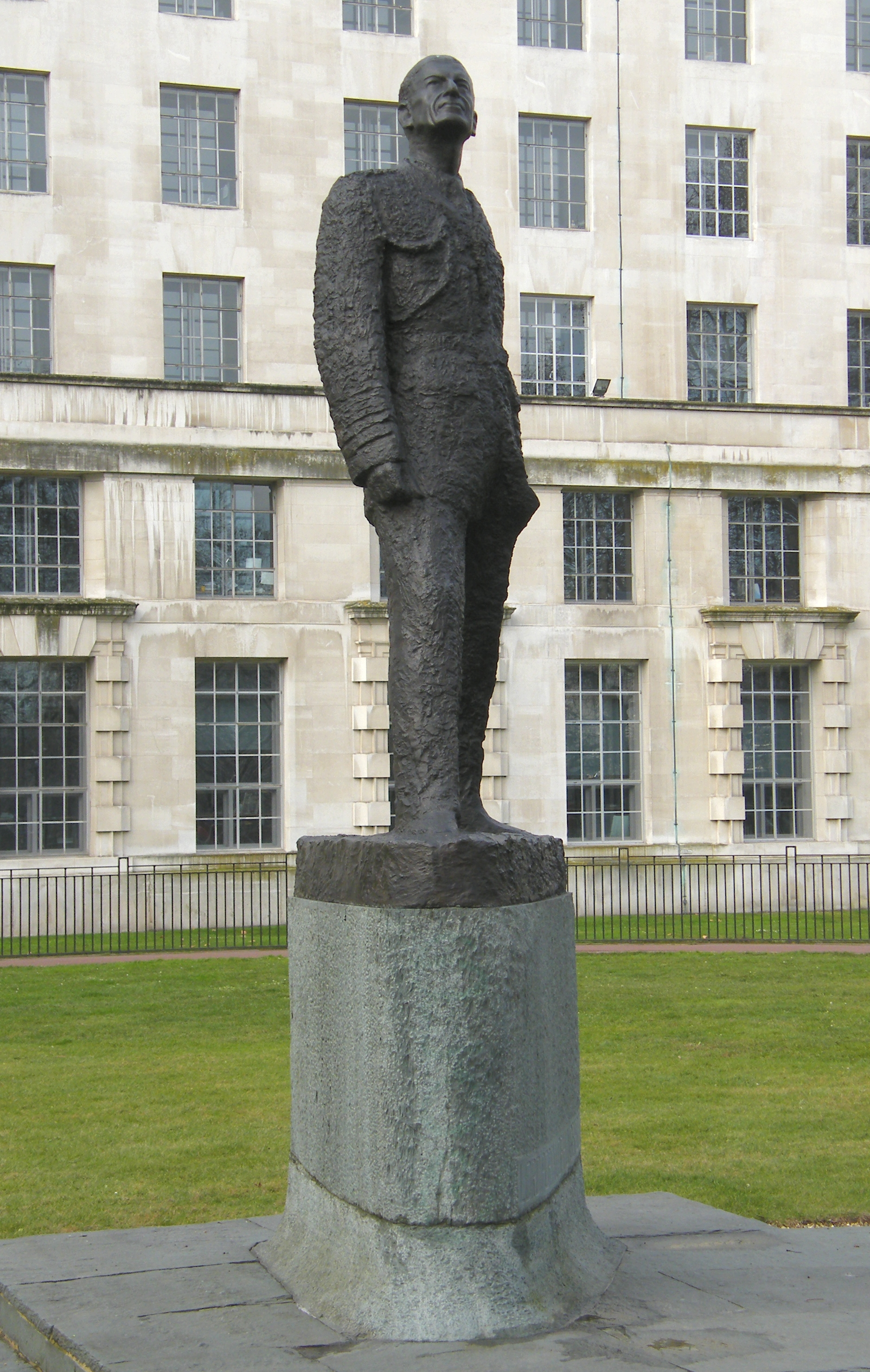
standbeeld Lord Portal in Londen
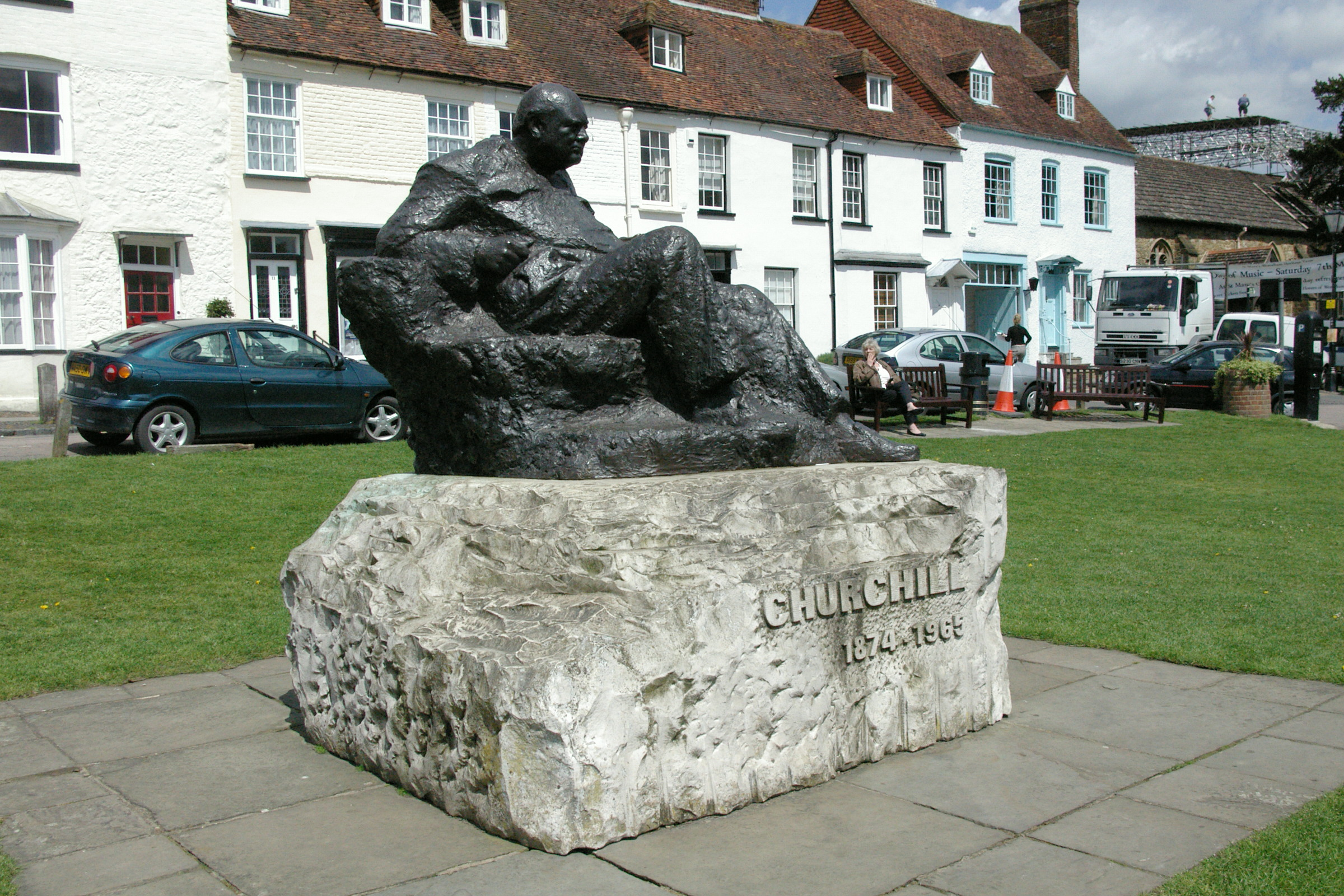
standbeeld Winston Churchill in Westerham, Kent
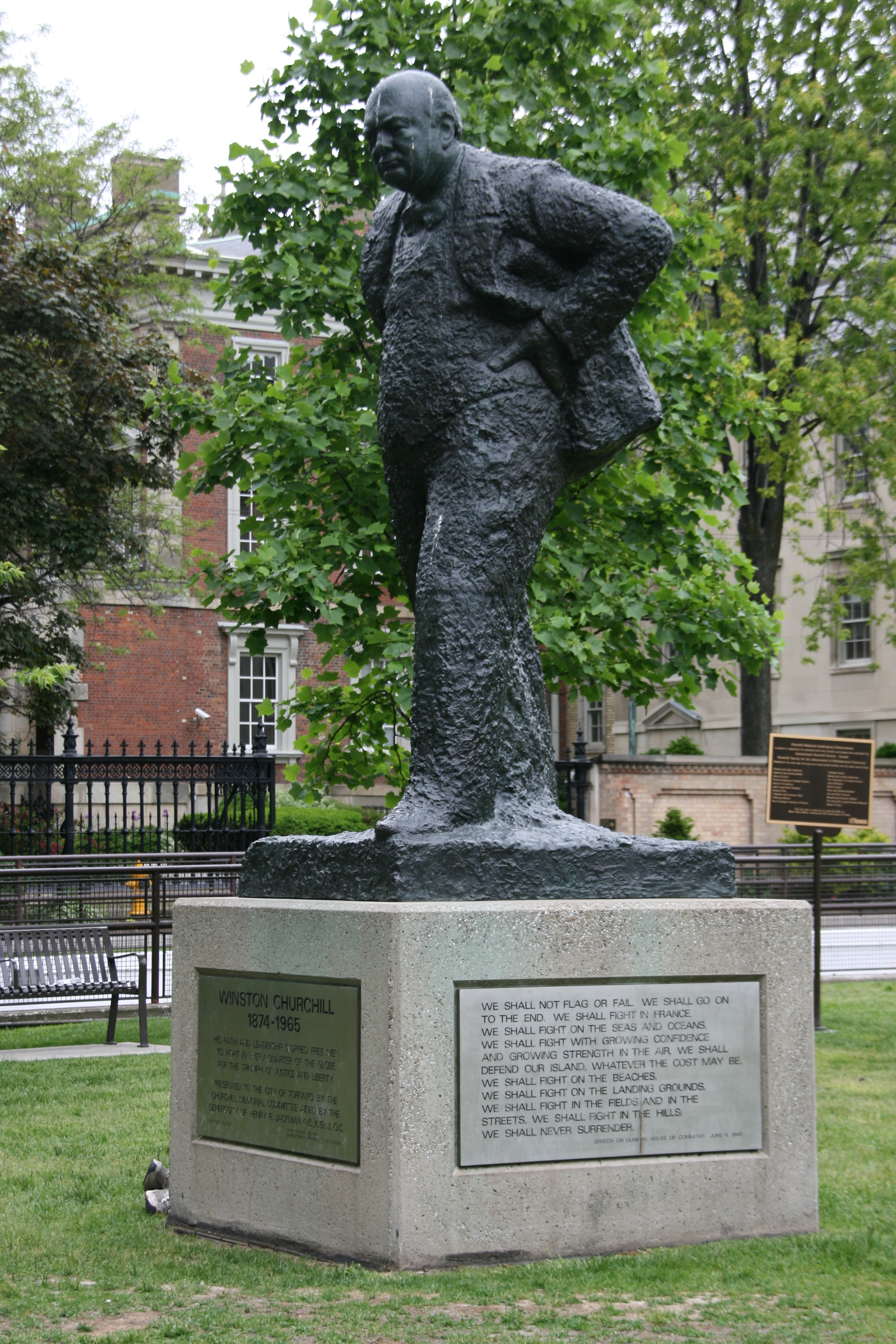
standbeeld Winston Churchill in Toronto